# سیارک ۸۹۲۹
سیارک ۸۹۲۹ (به انگلیسی: 8929 Haginoshinji، نامگذاری:1996YQ2) هشت هزار و نهصد و بیست و نهمین سیارک کشف شده‌است که در ۲۹ دسامبر ۱۹۹۶ کشف شد.
قدر مطلق سیارک برابر ۱۸.۶ است.